# Chi Coltrane
Chicago „Chi“ Coltrane [ʃɪˈkɑːgoʊ ʃaɪ kɔlˈtreɪn] (* 16. November 1948 in Racine, Wisconsin) ist eine amerikanische Rockmusikerin, Sängerin, Pianistin und Songschreiberin.

## Leben
Chi Coltrane interessierte sich schon früh für Musik. Mit zwölf beherrschte sie bereits acht Instrumente, entschied sich dann aber für das Klavier. In ihrem Elternhaus lief ausschließlich Jazz und klassische Musik. In einem Interview gab sie Henry Mancini, Tschaikowski und Johann Strauss als ihre Inspirationsquellen an.
Als Teenager begann sie in Clubs in Chicago zu spielen und erlangte bald einen gewissen Bekanntheitsgrad. 1971 vertrat sie die USA beim Internationalen Rock-Festival in Rio de Janeiro. Sie zog nach Los Angeles, wo sie von Curtis Mayfield als Gast in seine Show eingeladen wurde. In der Folge wurde ihr ein Plattenvertrag angeboten.
Das erste Album namens Chi Coltrane kam 1972 auf den Markt. Die daraus ausgekoppelte Single Thunder and Lightning erreichte die amerikanischen Top 20. Es war ihr einziger Hit in den USA, weshalb sie dort auch bis heute als One-Hit-Wonder gehandelt wird. In Europa war Coltrane mit Go Like Elijah erfolgreich. Dieses Lied erreichte unter anderem Platz eins der niederländischen Charts.
1973 erschien das zweite Album Let It Ride mit ihrem einzigen Hit in den deutschen Charts, Who Ever Told You. Die Kritiker bezeichneten sie als „Queen of Rock“ und Nachfolgerin von Janis Joplin. Es folgten zahlreiche Auftritte in bekannten Fernsehshows. Die exzessiven Tourneen forderten allerdings ihren Tribut, worauf sie sich für einige Zeit von der Bühne zurückzog und sich auf das Songschreiben konzentrierte.
1977 kam das dritte Album Road to Tomorrow heraus. Im Jahr darauf tourte sie mit der deutschen Gruppe Lake durch Deutschland. Die Presse feierte sie als „die Schöne mit dem harten Anschlag“.
Die nächsten Alben waren Silk and Steel (1981, mit den Hits Blinded by Love und Leaving It All Behind) und Ready to Roll (1982, mit On My Own, Soulstalker, Here Comes the Rain und Clouds, Dreams and Love). Ebenfalls 1982 produzierte Chi ihr erstes Livealbum Live.
1986 folgte die CD The Message mit Songs wie Goodbye My Love, I Didn’t Want to Fall in Love und The Message, die kaum beachtet wurde. Aus diesem Grund ließ Teldec Deutschland den Vertrag mit ihr auslaufen. Keine andere Plattenfirma in Europa und den USA interessierte sich daraufhin für Coltrane. 1990 nahm sie für die CD El Dorado zur Unterstützung der tropischen Regenwälder den Titel Shot to Despair auf. 1991 schrieb sie die Musik für eine Ausgabe der deutschen Fernsehserie Tatort, die sie zusammen mit Tangerine Dream einspielte.
Chi Coltrane lebte zwei Jahre in Zürich, bevor sie 1993 in die Staaten zurückkehrte. In Los Angeles baute sie ein Aufnahmestudio auf. Sie engagierte sich in etlichen Hilfsprojekten. 1996 erschien die Kompilation Chi Coltrane’s Golden Classics.
2009 beging sie ein Comeback am Donauinselfest in Wien, wo sie nach langer Zeit wieder vor einem großen Publikum auftrat. Die daraufhin veröffentlichte Live-CD  The Comeback Concert – Live in Vienna verkaufte sich gut. Seit diesem Auftritt tourt sie regelmäßig durch Europa.

## Diskografie

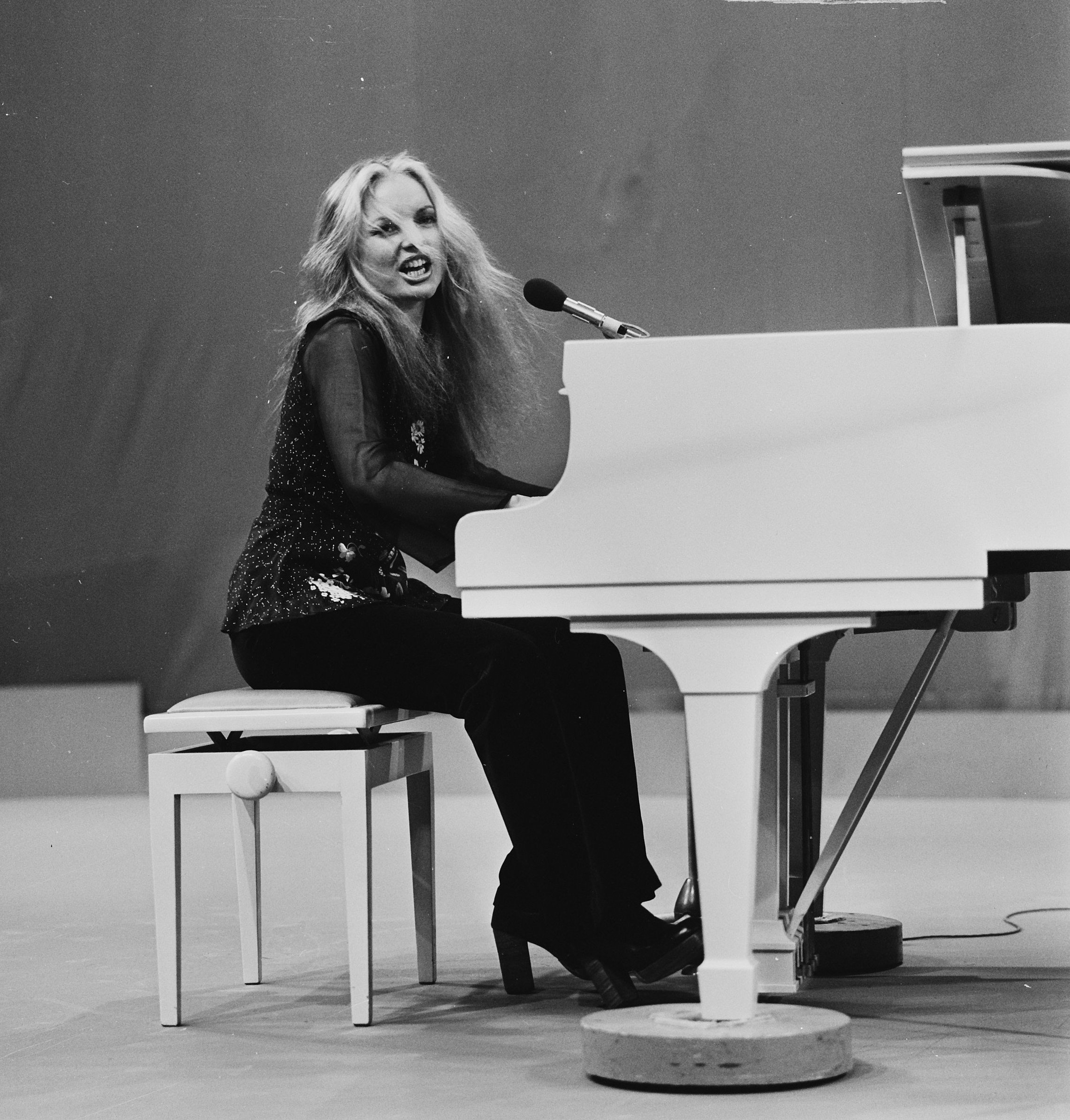
Chi Coltrane (1974)

### Alben
- 1972: Chi Coltrane
- 1973: Let It Ride
- 1977: Road to Tomorrow
- 1981: Silk & Steel
- 1983: Live!
- 1983: Ready to Roll
- 1986: The Message
- 1988: The Best of Chi Coltrane
- 1996: Golden Classics
- 2008: Yesterday, Today & Forever (The Best of 1982–2007)
- 2009: 2 Originals
- 2009: The Essential Chi Coltrane – Yesterday, Today & Forever
- 2012: The Comeback Concert – Live in Vienna

### Singles
- 1972: Thunder and Lightning
- 1972: Go Like Elijah
- 1973: You Were My Friend
- 1973: Who Ever Told You
- 1973: Feelin’ Good
- 1974: It’s Not Easy
- 1974: Hallelujah
- 1977: Ooh Baby
- 1977: What’ Happening to Me (It’s a Spell)
- 1981: Blinded by Love
- 1981: Goin’ Round
- 1983: I’m Gonna Make You Love Me
- 1991: I Just Want to Rule My Own Life Without You
- 2009: Oh Holy Night